# 건광 (적위)
건광(建光)은 중국 적위(翟魏) 적요(翟遼)의 연호이다. 388년 2월에서 391년 10월까지 3년 9개월 동안 사용하였다. 388년 2월, 적요는 위천왕(魏天王)을 자칭하면서 개원하였다.
같은 시기에 사용된 다른 연호로는 동진(東晉)에서 사용한 태원(太元 : 376년 ~ 396년), 전진(前秦)에서 사용한 태초(太初 : 386년 ~ 394년), 후연(後燕)에서 사용한 건흥(建興 : 386년 ~ 396년), 후진(後秦)에서 사용한 건초(建初 : 386년 ~ 394년), 서진(西秦)에서 사용한 건의(建義 : 385년 ~ 388년), 태초(太初 : 388년 ~ 400년), 후량(後凉)에서 사용한 태안(太安 : 386년 ~ 389년), 인가(麟嘉 : 389년 ~ 396년), 서연(西燕)에서 사용한 중흥(中興 : 386년 ~ 394년), 북위(北魏)에서 사용한 등국(登國 : 386년 ~ 396년)이 있다.

## 연대대조표
| 건광                | 원년                           | 2년                 | 3년        | 4년        |
| 서력                | 388년                          | 389년               | 390년      | 391년      |
| 육십간지 (六十干支) | 무자(戊子)                     | 기축(己丑)          | 경인(庚寅) | 신묘(辛卯) |
| 동진 (東晉)         | 태원(太元) 13년                | 14년                | 15년       | 16년       |
| 전진 (前秦)         | 태초(太初) 3년                 | 4년                 | 5년        | 6년        |
| 후연 (後燕)         | 건흥(建興) 3년                 | 4년                 | 5년        | 6년        |
| 후진 (後秦)         | 건초(建初) 3년                 | 4년                 | 5년        | 6년        |
| 서진 (西秦)         | 건의(建義) 4년 태초(太初) 원년 | 2년                 | 3년        | 4년        |
| 후량 (後凉)         | 태안(太安) 3년                 | 4년 인가(麟嘉) 원년 | 2년        | 3년        |
| 서연 (西燕)         | 중흥(中興) 3년                 | 4년                 | 5년        | 6년        |
| 북위 (北魏)         | 등국(登國) 3년                 | 4년                 | 5년        | 6년        |

## 같이 보기
- 다른 왕조의 같은 연호
  - 후한(後漢) 건광(121년 ~ 122년)
- 중국의 연호

| 이전 연호 - | 중국의 연호 적위(翟魏) | 다음 연호 정정(定鼎) |